# Geestmoor (Diepholz)
Koordinaten: 52° 45′ 31″ N, 8° 44′ 54″ O
Das Geestmoor ist ein ehemaliges Naturschutzgebiet in den niedersächsischen Gemeinden Neuenkirchen und Scholen in der Samtgemeinde Schwaförden im Landkreis Diepholz.

## Allgemeines
Das Naturschutzgebiet mit dem Kennzeichen NSG HA 029 war rund 52 Hektar groß. Die Schutzwürdigkeit des Gebietes wurde bereits 1930 erkannt. Das Gebiet stand seit dem 1. September 1967 unter Naturschutz. 2009 ging es in dem neu ausgewiesenen Naturschutzgebiet „Geestmoor-Klosterbachtal“ auf, das sich nach Norden anschloss und das Gebiet nach Süden in der Gemeinde Scholen erweiterte.

## Beschreibung
Das ehemalige Naturschutzgebiet liegt zwischen Twistringen und Schwaförden in einer Niederung einer Grundmoränenlandschaft. Es stellt ein entwässertes und teilweise abgetorftes Hochmoor mit Torfmächtigkeiten von bis zu sieben Metern unter Schutz. An den Hochmoorkörper schlossen sich Niedermoorbereiche an. Im ehemaligen Naturschutzgebiet stocken Moorwälder mit Moorbirke als dominierende Baumart. Offene Bereiche werden von Pfeifengräsern eingenommen. Ehemalige Torfstiche sind vielfach mit Wasser vollgelaufen. Hier siedeln Schwingrasen. Teilflächen werden von Moorheiden eingenommen. Im Norden des ehemaligen Schutzgebietes stocken im Übergangsbereich zum Niedermoor Erlenbruchwälder mit reichen Vorkommen der Drachenwurz.
Im Geestmoor befindet sich eine Wasserscheide. Der Klosterbach fließt in nördliche, die Kleine Aue in südliche Richtung.